# دون دافي
دون دافي (بالإنجليزية: Don Davey)‏ هو لاعب كرة قدم أمريكية أمريكي، ولد في 8 أبريل 1968 في سكوتفيل في الولايات المتحدة.

## وصلات خارجية
- دون دافي على موقع مرجع كرة القدم المحترفة.كوم (الإنجليزية)